# Mount Ayres
Mount Ayres ist ein markanter, 2498 m hoher Berg in der antarktischen Ross Dependency. Er ragt 16 km südlich des westlichen Endes der Finger Ridges in den Cook Mountains auf.
Der Berg wurde erstmals im Dezember 1957 von einer Mannschaft bei der Commonwealth Trans-Antarctic Expedition (1955–1958) bestiegen, die bei dieser Forschungsreise in erster Linie den Darwin-Gletscher erkundete. Namensgeber ist der neuseeländische Bergsteiger Harry Herbert Ayres (1912–1987), der dieser Mannschaft angehörte.